# Jung Il-woo
Jung Il-woo (* 28. März 1986) ist ein südkoreanischer Leichtathlet, der sich auf das Kugelstoßen spezialisiert hat und in dieser Disziplin Inhaber des Landesrekordes ist.

## Sportliche Laufbahn
Erste internationale Erfahrungen sammelte Jung Il-woo bei den Asienspielen 2010, bei denen er mit 16,94 m den achten Platz belegte. 2013 wurde er bei den Ostasienspielen in Tianjin mit 18,14 m Vierter. Im Jahr darauf nahm er erneut an den Asienspielen im heimischen Incheon teil und erreichte mit 18,17 m erneut Rang acht. Bei den Hallenasienmeisterschaften 2016 in Doha wurde er mit 17,45 m den sechsten Platz. Im Jahr darauf nahm er an den Asian Indoor & Martial Arts Games in Aşgabat teil und gewann dort mit 19,24 m die Bronzemedaille hinter dem Kasachen Iwan Iwanow und Tejinder Pal Singh aus Indien. 2018 nahm er bereits zum dritten Mal an den Asienspielen in Jakarta teil und belegte mit 19,15 m Rang vier. Bei den Asienmeisterschaften in Doha erreichte er mit einer Weite von 18,64 m den sechsten Platz und 2023 wurde er bei den Asienmeisterschaften in Bangkok mit 17,76 m Siebter. Ende September gelangte er bei den Asienspielen in Hangzhou mit 17,72 m auf Rang neun.
In den Jahren 2013, 2015 und 2016 sowie von 2018 bis 2021 wurde Jung südkoreanischer Meister im Kugelstoßen.

## Persönliche Bestleistungen
- Kugelstoßen: 19,49 m, 12. Juli 2015 in Sapporo (südkoreanischer Rekord)
  - Kugelstoßen (Halle): 19,24 m, 18. September 2017 in Aşgabat (südkoreanischer Rekord)